# Shoal Lake
Der Shoal Lake ist ein See im äußersten Südwesten von Ontario an der Grenze zu Manitoba.

## Lage
Der Shoal Lake liegt 40 km westsüdwestlich der Kleinstadt Kenora. Er liegt unweit des östlich gelegenen Sees Lake of the Woods, in welchen er über die Upper Rapids abfließt. Die Seefläche beträgt 262,46 km².

## Seefauna
Der Shoal Lake ist ein Angelgewässer, in welchem insbesondere Hecht und Schwarzbarsch gefangen werden. Der Fang von Glasaugenbarsch und Kanadischem Zander ist ganzjährig verboten.